# Филимонов, Денис Владимирович
Филимонов Денис Владимирович (род. 4 января 1971) — советский и украинский футболист, полузащитник. В высшей лиге чемпионата Украины провёл 140 матчей, забил 24 гола. Лучший бомбардир украинской первой лиги сезона 1992 года. Отец футболиста Артёма Филимонова

## Биография
Воспитанник футбольной школы днепропетровского «Днепра», где учился под руководством тренера Владимира Сергеевича Стрижевского. В 1988 году дебютировал за дубль «Днепра». В марте 1989 года провёл одну игру за павлоградский «Шахтёр» во второй лиге, а в апреле вернулся в Днепропетровск. 7 мая 1989 года дебютировал за «Днепр» в выездном матче Кубка Федерации футбола СССР против волгоградского «Ротора». За «Днепр» Филимонов играл до 1991 года, выступая лишь за дублирующий состав, в кубке СССР и кубке федерации. В 1991 году Денис Филимонов пробовал попасть в тираспольский «Тилигул», но так и не сыграл за команду, и в июле перешёл в херсонский «Кристалл», за который играл во второй лиге.
Перед сезоном 1992 года Владимир Стрижевский пригласил своего воспитанника в криворожский «Кривбасс». Из-за кадровых проблем Стрижевский был вынужден использовать номинального полузащитника Филимонова как нападающего, и это принесло результат: пара нападающих Денис Филимонов — Геннадий Мороз принесла «Кривбассу» место в высшей лиге, а сам Филимонов стал лучшим бомбардиром сезона в украинской первой лиге.
Зимой 1993 года Филимонов по приглашению президента «Вереса» Валерия Короткова перешёл в ровенский клуб, за который играл два года. С зимы 1995 года играл в перволиговой черновицкой «Буковине», которая боролась за выход в высшую лигу. В сезоне 1995/96 «Буковина» заняла второе место и получила серебряные медали первой лиги. Но поскольку команда так и не повысилась в классе, Филимонов вместе с группой других квалифицированных игроков покинул клуб. Он вернулся в свой родной днепропетровский «Днепр». В «Днепре» Филимонов провёл пять сезонов с перерывом на второй круг чемпионата 1996/97, когда он выступал за «Кривбасс». Начиная с чемпионата 1999/2000 он перестал попадать в основной состав «Днепра», а завершил карьеру в 2002 году в качестве игрока «Экибастузца».